# Лук'янець Павло Юрійович
Павло Юрійович Лук'янець (нар. 8 лютого 1988, Київ, УРСР) — український футболіст, півзахисник.

## Життєпис
Вихованець київського «Динамо». У 2004 році перейшов до луцької «Волині». Першу частину сезону 2005/06 років провів у дублі луцького клубу (6 матчів). Під час зимової перерви сезону 2005/06 років перейшов до «Оболоні», проте переважну більшість часу виступав за фарм-клуб «пивоварів» — «Оболонь-2». У 2009 році грав за броварський «Нафком» у Другій лізі. По завершенні сезону підписав контракт з вінницькою «Нивою», у футболці якої став володарем Кубку Ліги. Того ж сезону клуб завоював путівку до Першої ліги, але в сезоні 2011/12 років понизилися в класі. Другу частину сезоні 2011/12 років провів у краматорському «Авангарді», по завершенні сезону залишив команду.
Після вильоту вінницького клубу перейшов до першолігового харківського «Геліоса», проте в команді не зіграв жодного офіційного матчу. У 2013 році захищав кольори ФК «Бровари» в чемпіонаті Київської області. Наступного року перейшов до столичного «Оболонь-Бровар», а в червні місяці залишив команду й опинився в новокаховській «Енергії». У 2016 році виступав в аматорському чемпіонаті України за миколаївський «Суднобудівник». У 2017 році відправився до «Юкрейн Юнайтед» з Канадської футбольної ліги, де допоміг клубу виграти Другий дивізіон канадського чемпіонату. А вже наступного сезону допоміг команді виграти й Перший дивізіон чемпіонату Канаду.

## Досягнення
«Нива» (Вінниця)
- Кубку Ліги
  -  Володар (1): 2008/09

«Юкрейн Юнайтед»
- Другий дивізіон Канадської футбольної ліги
  -  Чемпіон (1): 2017

- Перший дивізіон Канадської футбольної ліги
  -  Чемпіон (1): 2018